# Yang Zhu
En aquest nom xinès, el cognom és Yang.
Yang Zhu, AFi /ˈjɑːŋ ˈdʒuː/; xinès simplificat: 杨朱; xinès tradicional: 楊朱, pinyin Yáng Zhū, Wade-Giles Yang Chu, literalment "el mestre Yang"; 370-319 a. C.), fou un filòsof xinès del període dels Regnes Combatents. La informació sobre la seva vida i la seva docència és extremadament escassa. S'estima que va viure a la segona meitat del segle v aC i la primera meitat del segle IV aC. Hi ha informes que va viatjar extensament a través de diversos regnes de la Xina antiga i els seus punts de vista van ser àmpliament coneguts. També va tenir un gran nombre d'estudiants.
Antic egoista ètic alternatiu al pensament moïsta i confucianista, les idees supervivents de Yang Zhu apareixen principalment en els textos xinesos Huainanzi, Lüshi Chunqiu, Mengzi,i possiblement el Liezi i el Zhuangzi.
La filosofia atribuïda a Yang Zhu, present al Liezi, xoca amb la influència taoista de la resta de l'obra. Destaca, en particular, el seu reconeixement de l'instint d'autoconservació (為我 wèiwǒ), la qual cosa el va acreditar com el "descobridor del cos". En comparació amb altres grans filòsofs xinesos, Yang Zhu va quedar en relativa foscor, però la seva influència va ser en el seu propi temps tan extensa que Menci descrigué el seu pensament, juntament amb les idees antitètiques de Mozi, com a "inundacions i animals salvatges que destrossen la terra" (Liu: 1967: 358).

## Visions

### Visió de Menci sobreYang Zhu
Segons Menci, "el principi de Yang és "cadascú per a si mateix", que no reconeix les afirmacions del sobirà. El principi de Mo és "estimar tothom de la mateixa manera", la qual cosa no reconeix l'afecte peculiar degut a un pare. (Durant: 1963: 681).
Segons Menci: "El mestre Yang és partidari de mirar per a un mateix. Encara que pogués beneficiar tot el món arrencant-se un sol pèl, no ho faria pas".
Tanmateix, Yang Zhu va subratllar que l'autocontrol, simbolitzat pel desplaçament dels cabells, no implicaria cap benefici a d'altres. Tot i que no s'ocuparia d'altres, no els faria mal, per a obtenir un guany o benefici personal, que s'hauria d'evitar com a extern a la pròpia naturalesa (Liu: 1967: 358).
Yang Zhu ensenyava que: "Si ningú no fa mal a un sol cabell, i si ningú no beneficia el món, el món estarà ben governat per si mateix". Dit d'una altra manera, tothom ha de tenir en compte el seu propi negoci, ni donar ni prendre d'altres, i estar content amb el que té i, d'aquesta manera, serà feliç i també contribuirà al benestar del món (Liu: 1967: 358).

### Filosofia de la natura
Malgrat que els seus detractors el presenten com un hedonista, epicuri i egoista, Yang Zhu va ser, segons fonts de l'època, un primerenc mestre taoista, identificat amb una nova tendència filosòfica cap el naturalisme com el millor mitjà per preservar la vida en un món decadent i turbulent (Liu: 1967: 358).
Tots els éssers, pensava Yang Zhu, tenen instint de supervivència, però l'home, la més alta de les criatures, que no té la força dels animals, ha de confiar en la intel·ligència per sobreviure més que no pas per la força. Va sentir que la força era menyspreable quan s'utilitzava contra els altres (Liu: 1967: 358).

### Filosofia de la vida
Yang Zhu va dirigir el seu pensament a l'assoliment del jo espiritual a través de l'expressió personal i la recerca de la satisfacció (Liu 1967: 358).
Henri Maspero (1978:318) dva descriure la filosofia de Yang com "una barreja de pessimisme i fatalisme". El capítol de Yang Zhu del Liezi diu:
Cent anys és el límit d'una llarga vida. Ni un entre mil aconsegueix d'arribar-hi. Suposem que tenim una d'aquestes persones. La infància i la vellesa feble li lleven gairebé la meitat del temps. Descansa durant el son de la nit i el que es perd durant les hores de vigília del dia li pren gairebé la meitat d'això. El dolor i la malaltia, el dolor i el sofriment, la mort (dels familiars) i la preocupació i la por se li emporten gairebé la meitat de la resta. En els deu i alguns anys que li queden, crec que no hi ha un moment en què puguem ser feliços, estar tranquils sense preocupar-nos. Sent aquest el cas, per a què serveix la vida? Quin plaer hi ha? Per a la bellesa i l'abundància, això és tot. Per a la música i el sexe, això és tot. Però el desig de bellesa i abundància no sempre es poden satisfer, i la música i el sexe no sempre es poden gaudir. A més, estem prohibits pel càstig i exhortats per recompenses, impulsats per la fama i verificats per la llei. Busquem amb satisfacció l'elogi buit que només és temporal, i busquem l'afegida glòria venidora després de la mort. Quan estem sols nosaltres mateixos, ens cuidem prou bé del que senten les nostres oïdes i del que veuen els nostres ulls, i ens preocupa el que és correcte o incorrecte per als nostres cossos i ments. Per tant, perdem la gran felicitat del present i no ens podem alliberar ni un sol moment. Quina és la diferència entre això i moltes cadenes i dobles presons? (7, tr. Chan 1963:310)

### Filosofia de la mort
Yang Zhu estava d'acord amb la recerca de la felicitat, però sentia que hom no s'hauria d'esforçar per la vida més enllà de l'abast assignat, ni tampoc no hauria d'escurçar innecessàriament la vida. La mort és tan natural com la vida, sentia Yang Zhu i, per tant, no s'ha de veure amb cap por ni temor. Les cerimònies funeràries no valen per al difunt. "Els morts no estan preocupats si els seus cossos són enterrats en taüts, cremats, abocats a l'aigua o en una rasa; ni si el cos està vestit amb roba fina. El que més importa és que abans de la mort es produeixi una vida viva al màxim" (Liu: 1967: 358).